# Calton Hill
Calton Hill (gaelsky Calltuinn, 103 m n. m.) je návrší v historickém centru skotské metropole Edinburghu na rozhraní městských čtvrtí New Town a Broughton. Calton Hill je jedním ze sedmi skalnatých vrcholů na území města (tzv. Traditional Seven). Přestože je Calton Hill z těchto kopců nejnižší, působí jako jedna z výrazných dominant města díky tomu, že se na něm nacházejí četné historické památníky a budovy. Celá lokalita na území Nového Města (New Town) je spolu s edinburským Starým Městem (Old Town) od roku 1995 zapsaná na seznamu Světového dědictví UNESCO.

## Popis lokality
Calton Hill je skalnatý kopec vulkanického původu, který se nachází na východním okraji edinburského Starého Města. Od pobřeží zátoky Firth of Forth na severu je vzdušnou čarou vzdálený zhruba 3 km. Necelý kilometr jihovýchodně od vrchu Calton Hill se tyčí skalní stěny masívu Salisbury Crags s nejvyšším vrcholem Arthur's Seat (251 m n. m.). Dalšími ze sedmi kopců na území Edinburghu jsou Castle Rock z hradem, Corstorphine Hill, Braid Hills, Blackford Hill a Craiglockhart Hill.  

### Stavby a památníky na Calton Hill
Na vrcholu kopce pravděpodobně bývalo prehistorické hradiště. Nacházejí se zde též staré opuštěné lomy. Calton Hill je mj. zmíněn v listině z roku 1456, kterou skotský král Jakub II. vyhradil obyvatelům Edinburghu údolí mezi Calton Hill a Greenside pro konání turnajů a jiných bojových her.

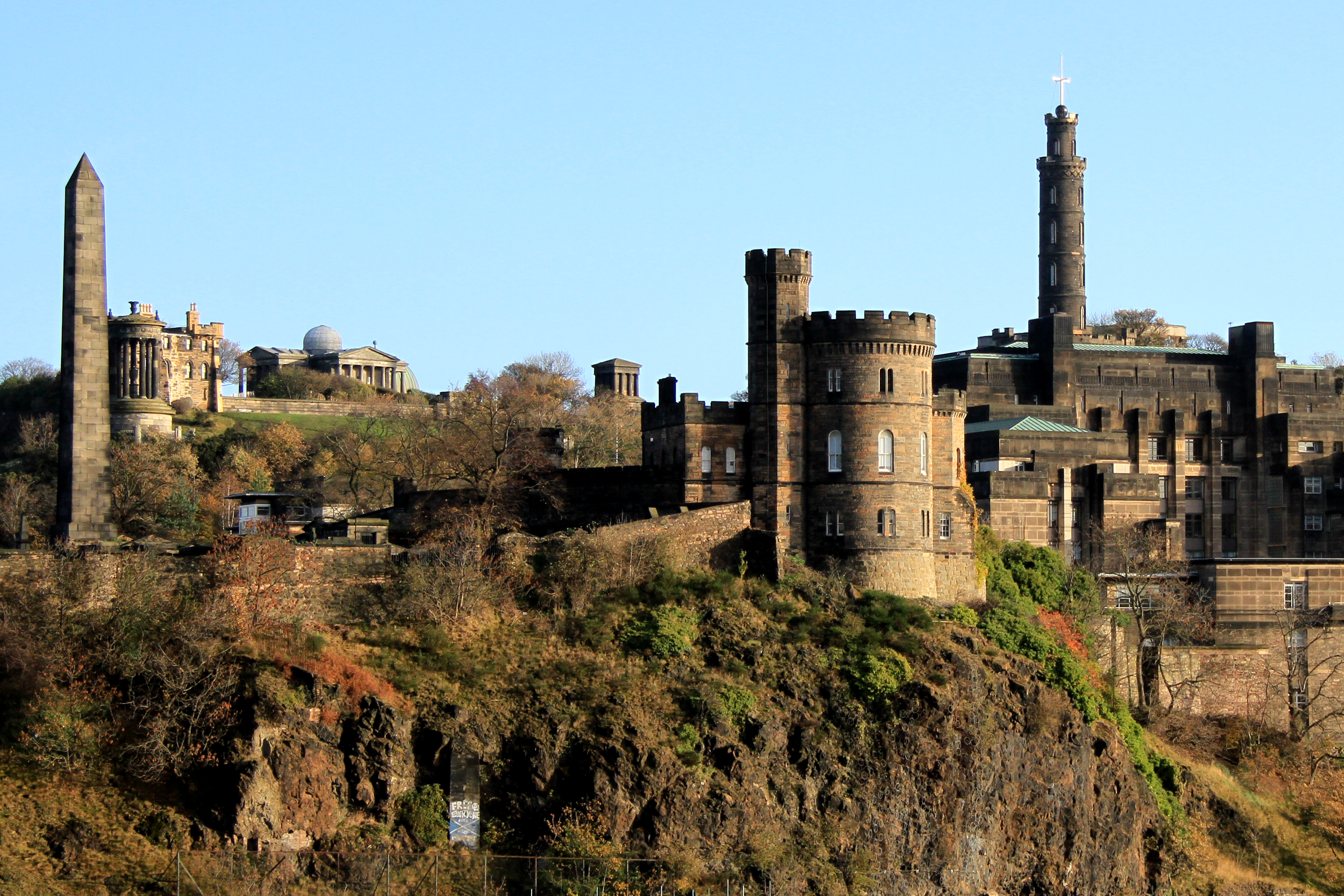
Pomník politických mučedníků (vlevo) a Governor's House, v pozadí observatoř, Národní památník Skotska a Nelsonův pomník

Z novodobých staveb patří na Calton Hill k nejstarším Starý caltonský hřbitov (Old Calton Burial Ground) na jihozápadní straně kopce, kde  jsou pohřbeny i některé významné osobnosti, jako například slavný skotský filosof David Hume (1711–1776). Mezi další známé objekty patří stará a nová observatoř Edinburského astronomického ústavu (Edinburgh Astronomical Institution), impozantní novoklasicistní budova Old Royal High School, areál staré věznice, doplněný v roce 1827 stavbou tzv. Governor's House, či Nový caltonský hřbitov (New Calton Burial Ground). Stará věznice byla v roce 1937 zbořena a na jejím místě bylo na jižním úpatí Calton Hill vybudováno sídlo skotské vlády – St Andrew's House.
Jednou z nejvýraznějších staveb na vrcholu je Národní památník Skotska (National Monument of Scotland), který byl budován v letech 1826 –1829 jako pomník obětem napoleonských válek, avšak kvůli nedostatku financí nebyl nikdy dokončen. Spisovatel Robert Louis Stevenson ve svém popisu edinburských pamětihodností z roku 1879 o tomto pomníku sarkasticky poznamenal, že tato „moderní ruina“, napodobující athénský Parthenón, charakterizuje jisté skotské národní vlastnosti.
V areálu Starého hřbitova na Calton Hill  je od roku 1844 umístěn mohutný pískovcový obelisk na uctění památky tzv. „politických mučedníků“ (Political Martyrs' Monument) – pěti mužů, dvou Angličanů a tří Skotů, kteří v roce 1793 vedli kampaň za parlamentní reformy, načež byli uvězněni a deportováni jako trestanci do Nového Jižního Walesu. Na kopci se kromě toho nacházejí památníky některých slavných osobností z britské a skotské historie, jako byl filosof a matematik Dugald Stewart, viceadmirál Horatio Nelson nebo básník Robert Burns.

Ve 40. letech 19. století byl pod kopcem proražen tunel pro železniční trať, směřující na nové edinburské centrální nádraží Waverley Station.

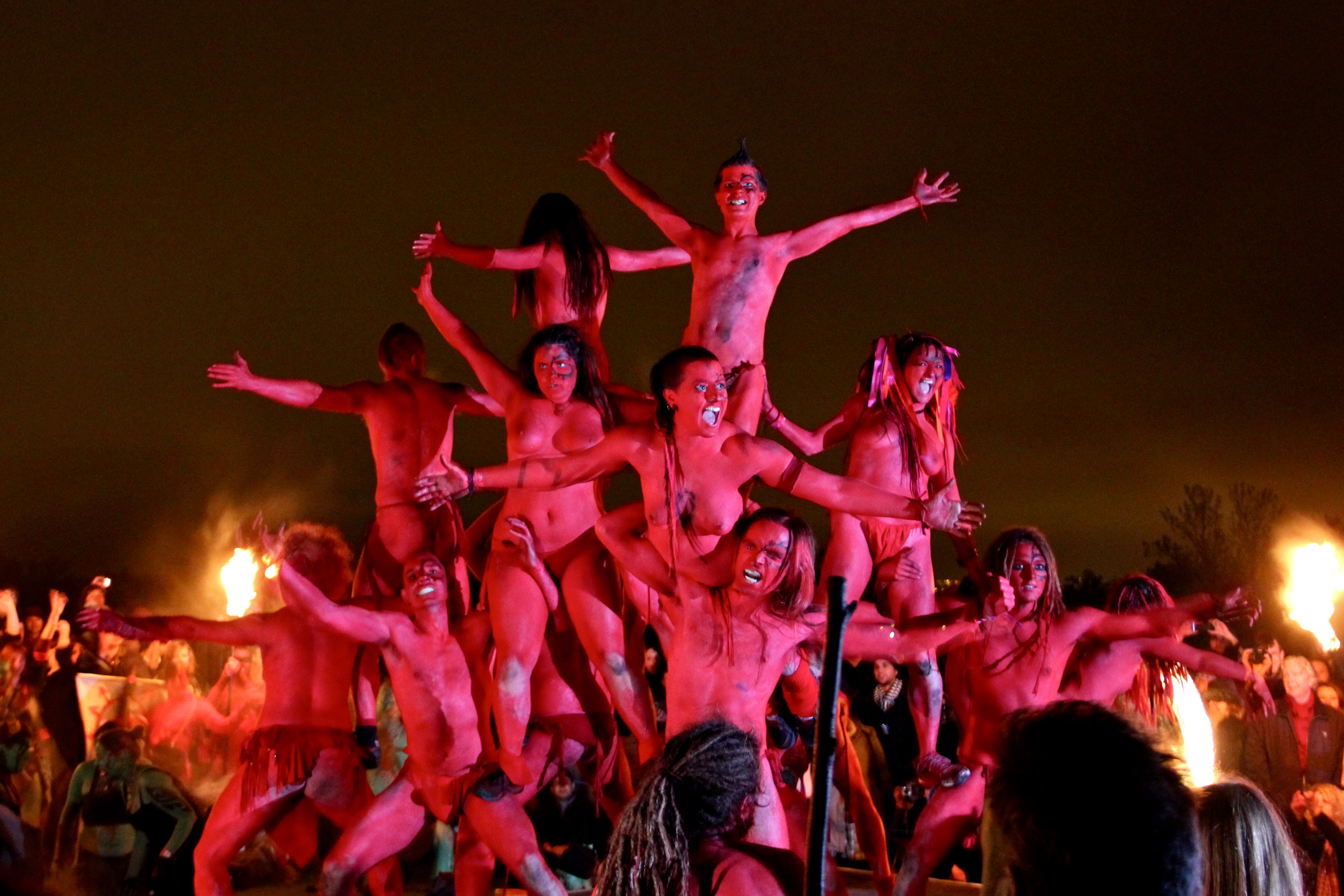
Edinburgh Beltane Festival na Calton Hill v roce 2012

### Špatná pověst
Calton Hill však není jen památkově chráněnou lokalitou, ale je zároveň i místem, které nemá dobrou pověst, protože bývá vyhledávané různými kriminálními živly, drogově závislou mládeží a homosexuálními prostituty.

## Události
Na vrchu Calton Hill jsou každoročně pořádány různé akce a festivaly. Mezi nejvíce navštěvovaný patří „Edinburgh Beltane Festival“, který se zde koná vždy 30. dubna zpravidla za účasti více než 12 000 návštěvníků. Jeho protipólem na konci října je „Samhuinn Fire Festival“, který rovněž vychází z tradičních oslav keltských svátků Beltainu a Samhainu.